# Romain Duguet
Romain Duguet (Reims, Francia, 7 de octubre de 1980) es un jinete suizo que compite en la modalidad de salto ecuestre.
Ganó dos medallas de bronce en el Campeonato Europeo de Saltos Ecuestres, en los años 2015 y 2017, ambas en la prueba por equipos. Participó en los Juegos Olímpicos de Río de Janeiro 2016, ocupando el sexto lugar en la misma prueba.

## Palmarés internacional
| Campeonato Europeo | Campeonato Europeo  | Campeonato Europeo | Campeonato Europeo |
| Año                | Lugar               | Medalla            | Categoría          |
| ------------------ | ------------------- | ------------------ | ------------------ |
| 2015               | Aquisgrán (RFA)     | Medalla de bronce  | Por equipos        |
| 2017               | Gotemburgo (Suecia) | Medalla de bronce  | Por equipos        |